# بنجامين هايدن
بنجامين هايدن (بالإنجليزية: Benjamin Hayden)‏ هو قاضي ومحامي وسياسي أمريكي، ولد في 11 سبتمبر 1822 في مقاطعة لوغان في الولايات المتحدة، وتوفي في 29 أكتوبر 1908 في سايلم في الولايات المتحدة. حزبياً، نشط في الحزب الديمقراطي. وقد انتخب عضو مجلس نواب أوريغون.